# Martinus Thomsen
Pour les articles homonymes, voir Thomsen.
Martinus Thomsen, dénommé Martinus (11 août 1890 - 8 mars 1981), était un auteur danois, philosophe et mystique. Né dans une famille pauvre et avec une éducation limitée, Martinus a prétendu avoir eu une expérience spirituelle profonde en mars 1921. Cette expérience, qu'il a appelé la « conscience cosmique », serait la source d'inspiration pour les livres qu'il a écrit plus tard et sont collectivement intitulés Le Troisième Testament. Certaines de ses œuvres ont été traduites dans une vingtaine de langues et, alors qu'il n'est pas bien connu au niveau international, son travail reste populaire dans les pays scandinaves.